# Эрин (тауншип, Миннесота)
Эрин (англ. Erin) — тауншип в округе Райс, Миннесота, США. На 2000 год его население составило 797 человек.

## География
По данным Бюро переписи населения США площадь тауншипа составляет 93,7 км², из которых 90,1 км² занимает суша, а 3,5 км² — вода (3,79 %).

## Демография
По данным переписи населения 2000 года здесь находились 797 человек, 276 домохозяйств и 224 семьи. Плотность населения — 8,8 чел./км².  На территории тауншипа расположено 311 построек со средней плотностью 3,5 построек на один квадратный километр. Расовый состав населения: 99,00 % белых, 0,13 % афроамериканцев, 0,50 % — других рас США и 0,38 % приходится на две или более других рас. Испанцы или латиноамериканцы любой расы составляли 0,75 % от популяции тауншипа.
Из 276 домохозяйств в 37,3 % воспитывались дети до 18 лет, в 72,5 % проживали супружеские пары, в 3,3 % проживали незамужние женщины и в 18,8 % домохозяйств проживали несемейные люди. 15,6 % домохозяйств состояли из одного человека, при том 4,7 % из — одиноких пожилых людей старше 65 лет. Средний размер домохозяйства — 2,89, а семьи — 3,24 человека.
28,1 % населения — младше 18 лет, 6,9 % — в возрасте от 18 до 24 лет, 28,7 % — от 25 до 44, 24,1 % — от 45 до 64, и 12,2 % — старше 65 лет. Средний возраст — 38 лет. На каждые 100 женщин приходилось 122,6 мужчин.  На каждые 100 женщин старше 18 приходилось 127,4 мужчин.
Средний годовой доход домохозяйства составлял 60 625 долларов, а средний годовой доход семьи —  65 625 долларов. Средний доход мужчин —  39 375  долларов, в то время как у женщин — 25 385. Доход на душу населения составил 23 495 долларов. За чертой бедности находились 3,9 % семей и 4,1 % всего населения тауншипа, из которых 12,5 % старше 65 лет.